# Piazza Abbiategrasso (métro de Milan)
Piazza Abbiategrasso est la station terminus de la branche sud-est de la ligne 2 du métro de Milan. Elle est située sous la Piazza Abbiategrasso sur le territoire communal de Milan en Italie.
Mise en service en 2005, elle est l'unique terminus sud de la ligne jusqu'en 2011 ou elle partage cette fonction avec la station Assago Milanofiori Forum qui devient le terminus de la branche la plus au sud.

## Situation sur le réseau

Plan du métro de Milan (2022)

Établie en souterrain, Piazza Abbiategrasso est la station terminus de la branche sud-est de la ligne 2 du métro de Milan, avant la station Famagosta en direction des stations terminus Gessate (branche nord-est) ou Cologno Nord (branche nord).

## Histoire
La station Piazza Abbiategrasso est mise en service le 17 mars 2005, lors de l'ouverture à l'exploitation des 1,3 km de Famagosta à Abbiategrasso, qui devient alors le terminus sud de la ligne 2 du métro de Milan.
Le 20 février 2011 elle devient le terminus de la courte branche sud-est de la ligne 2, lors de l'ouverture du prolongement vers le sud de 4,8 km de Famagosta à Assago Milanofiori Forum.

## Services aux voyageurs

### Desserte

Installations et desserte
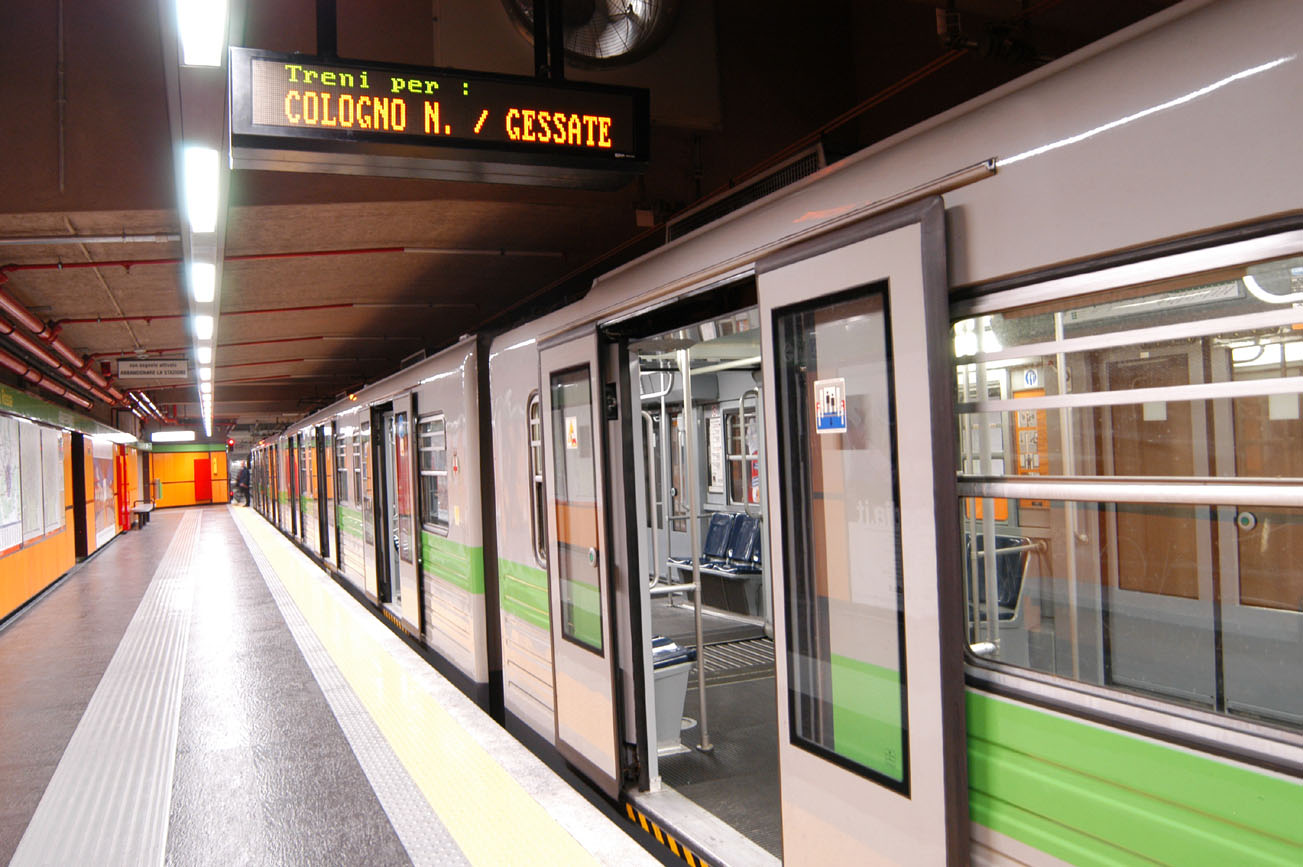
En 2005.
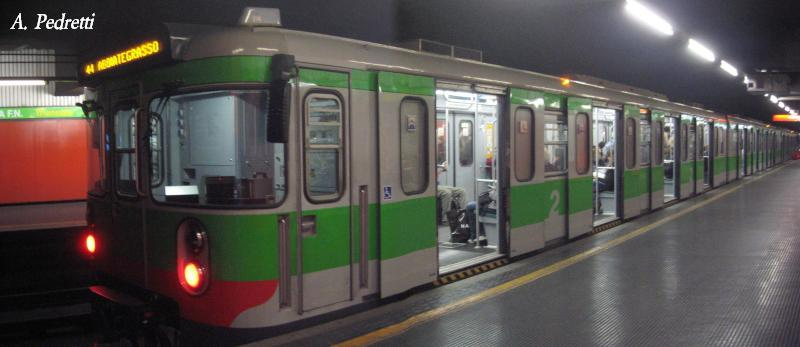
En 2009.